# E675
La ruta europea E675 és una carretera que forma part de la Xarxa de carreteres europees. Comença a Agigea (Romania) i finalitza a Kardam (Romania). Té una longitud de 55 km. Té una orientació de nord-est a sud-est.